# Hamry (okres Chrudim)
Obec Hamry se nachází v okrese Chrudim, kraj Pardubický. Žije zde 230 obyvatel.

## Historie
První písemná zmínka o obci pochází z roku 1353.
Dne 25. dubna 2018 bylo schváleno usnesením výboru pro vědu, vzdělání, kulturu, mládež a tělovýchovu udělení znaku a vlajky obce.

## Pamětihodnosti
- Kaple svatého Jana Nepomuckého, nazývaná Svatojánské lázně
- Venkovská usedlost čp. 14
- Venkovský dům čp. 25

## Galerie

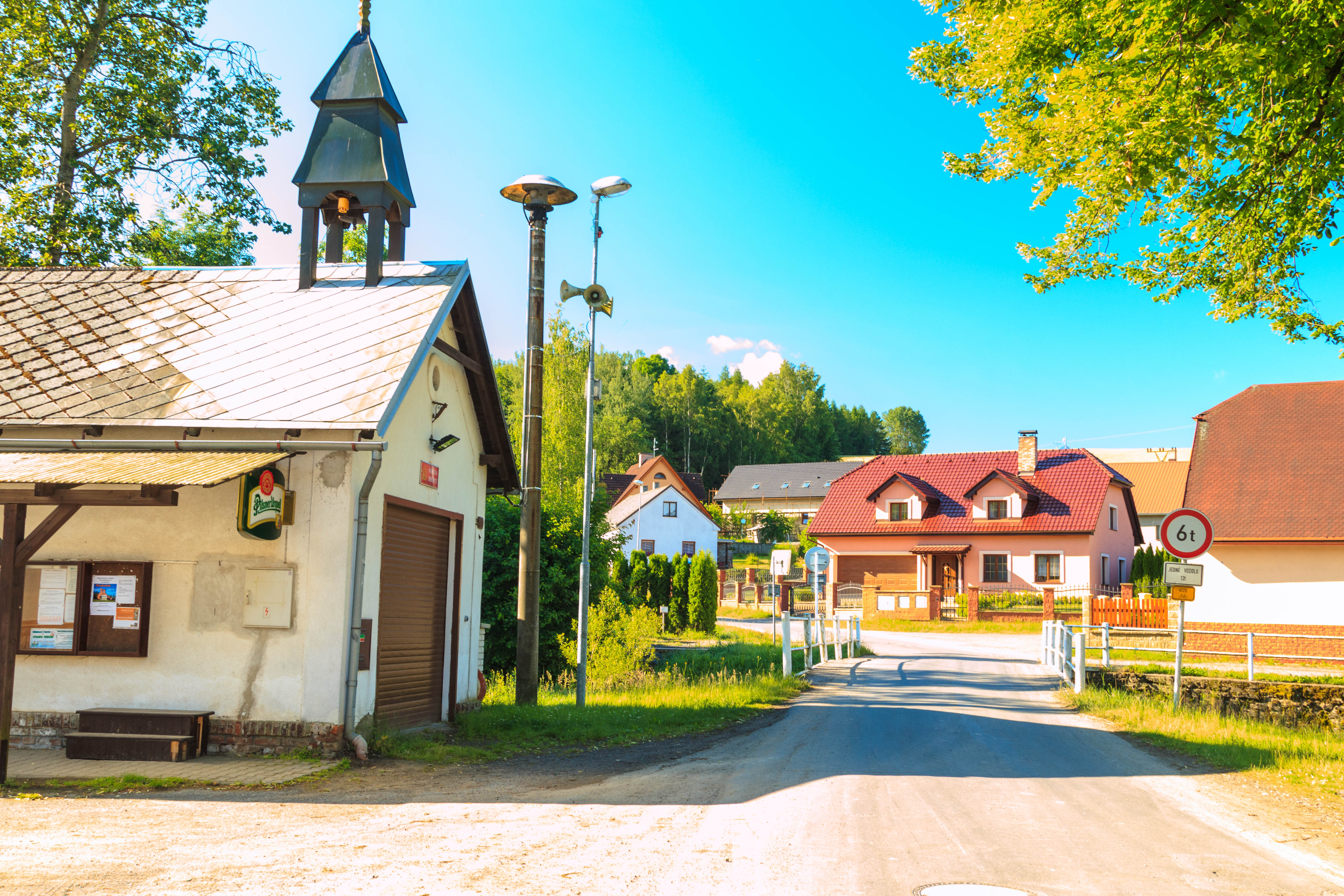
Hasičská zbrojnice
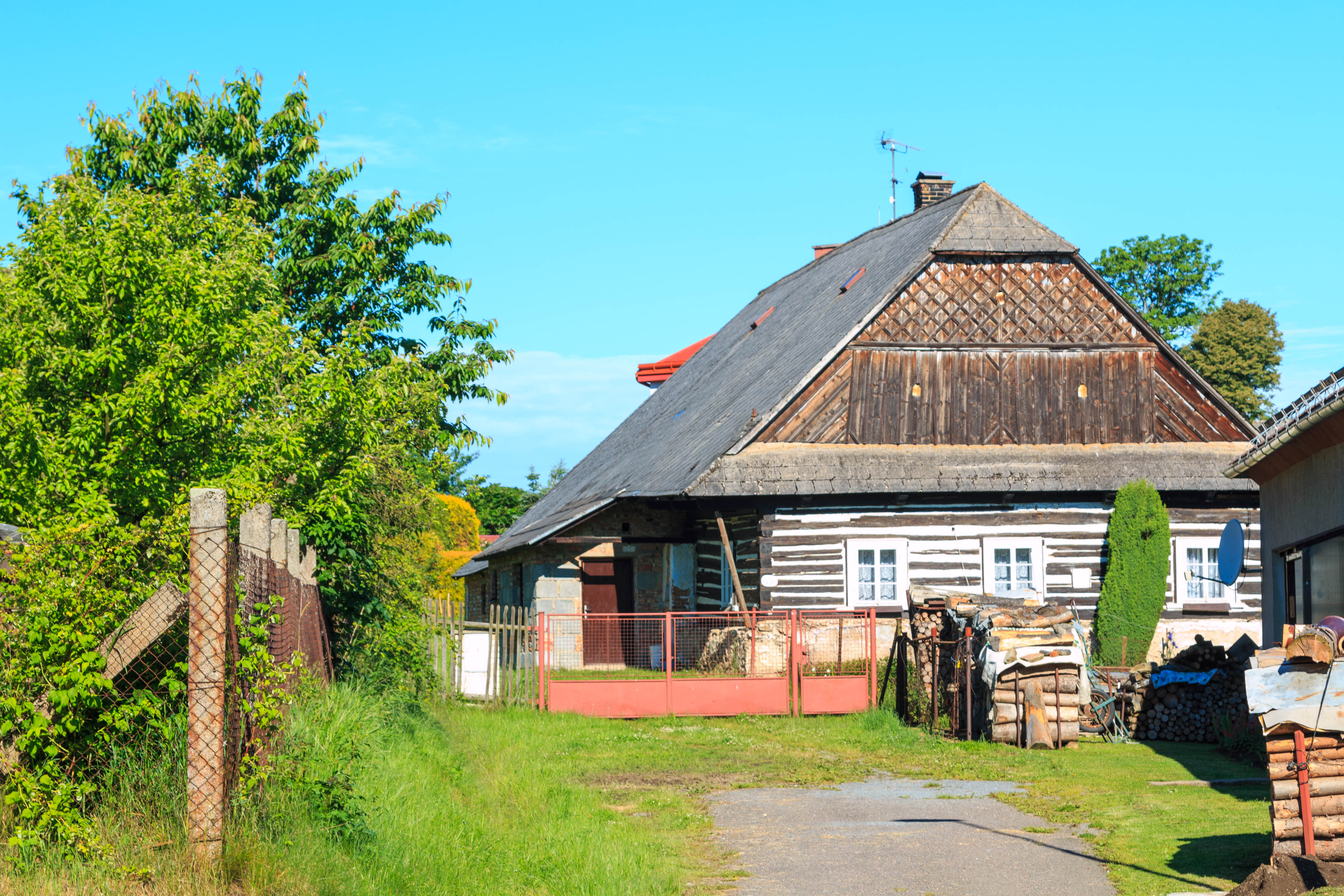
Hamry čp. 25
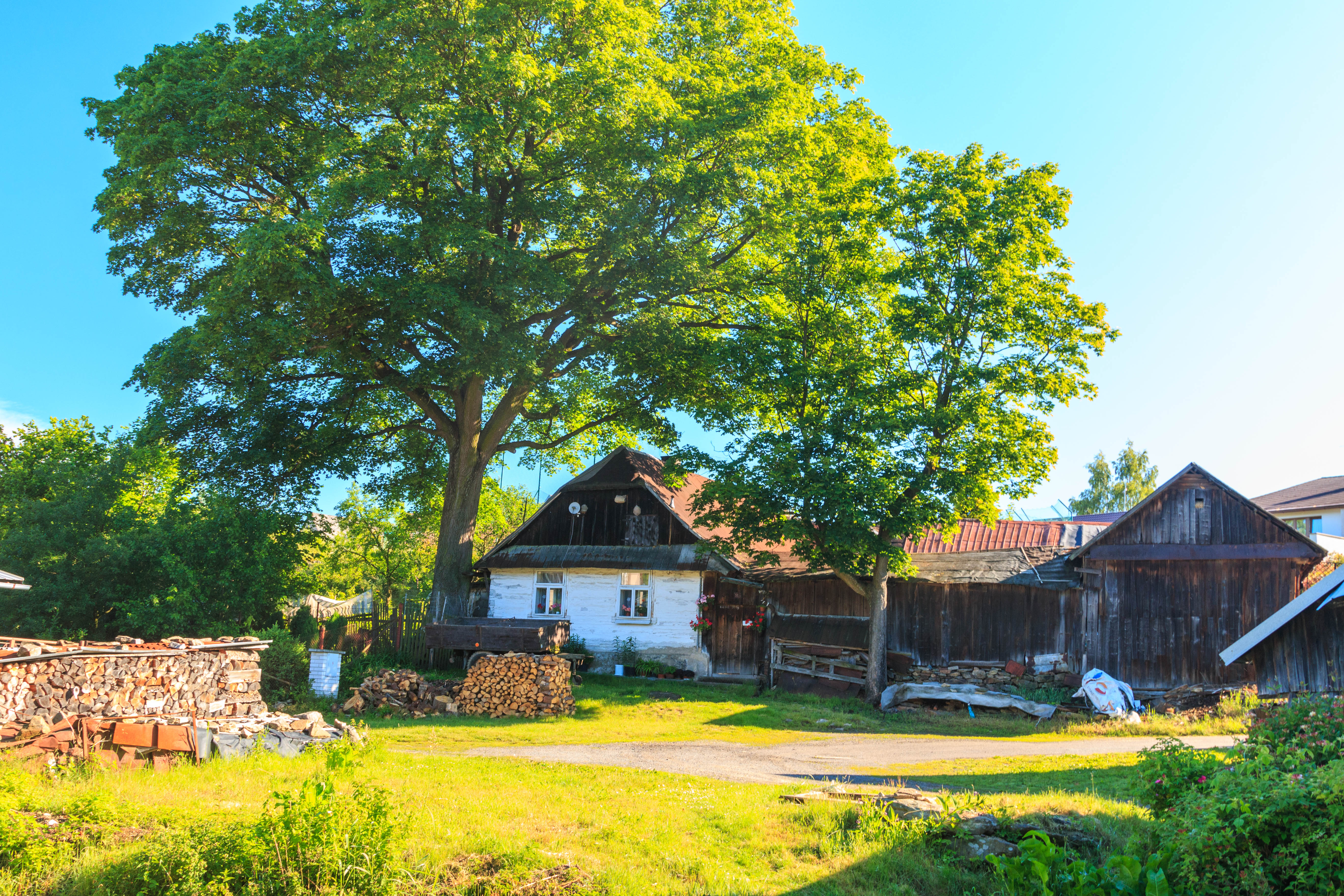
Hamry čp. 78
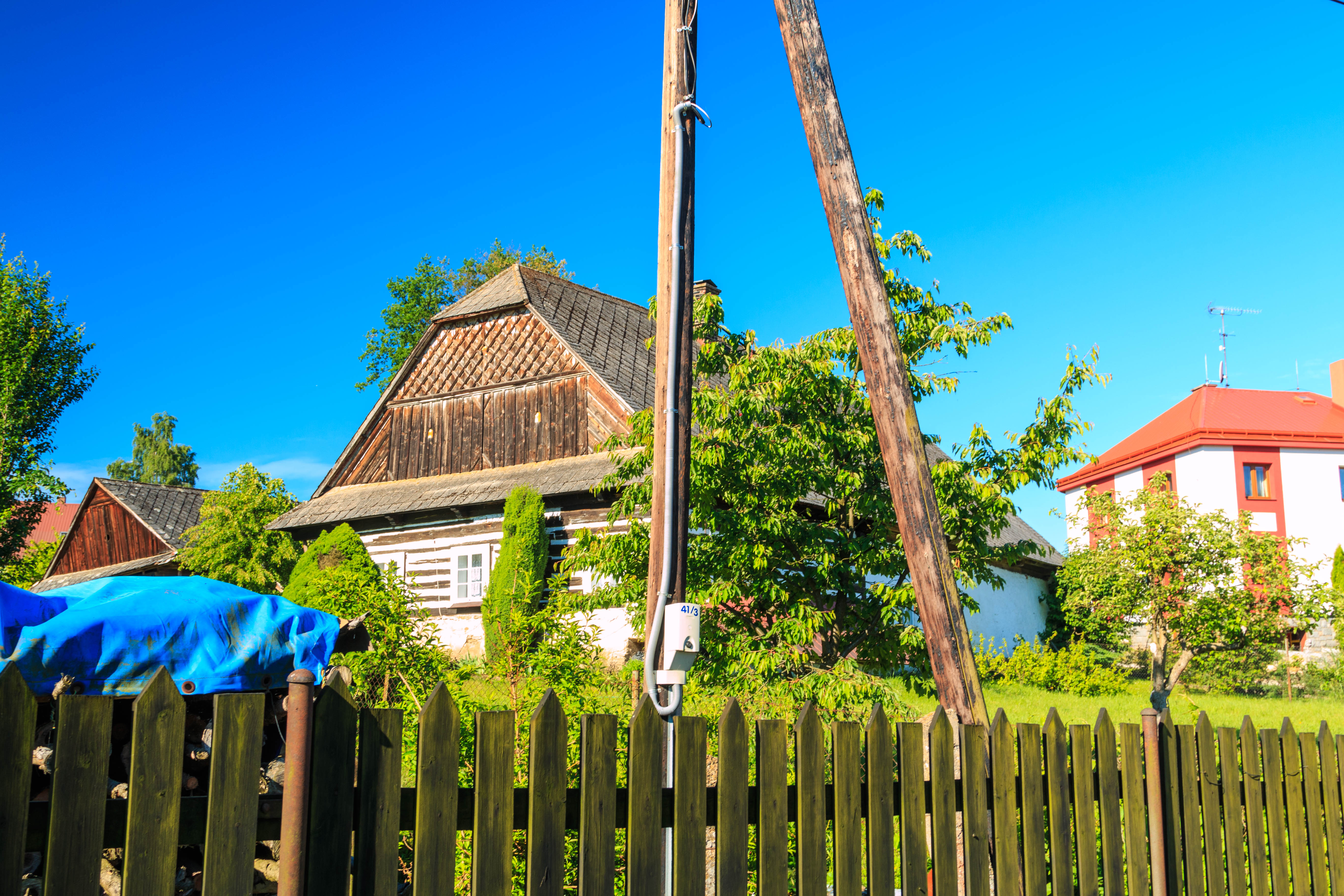
Hamry čp. 25
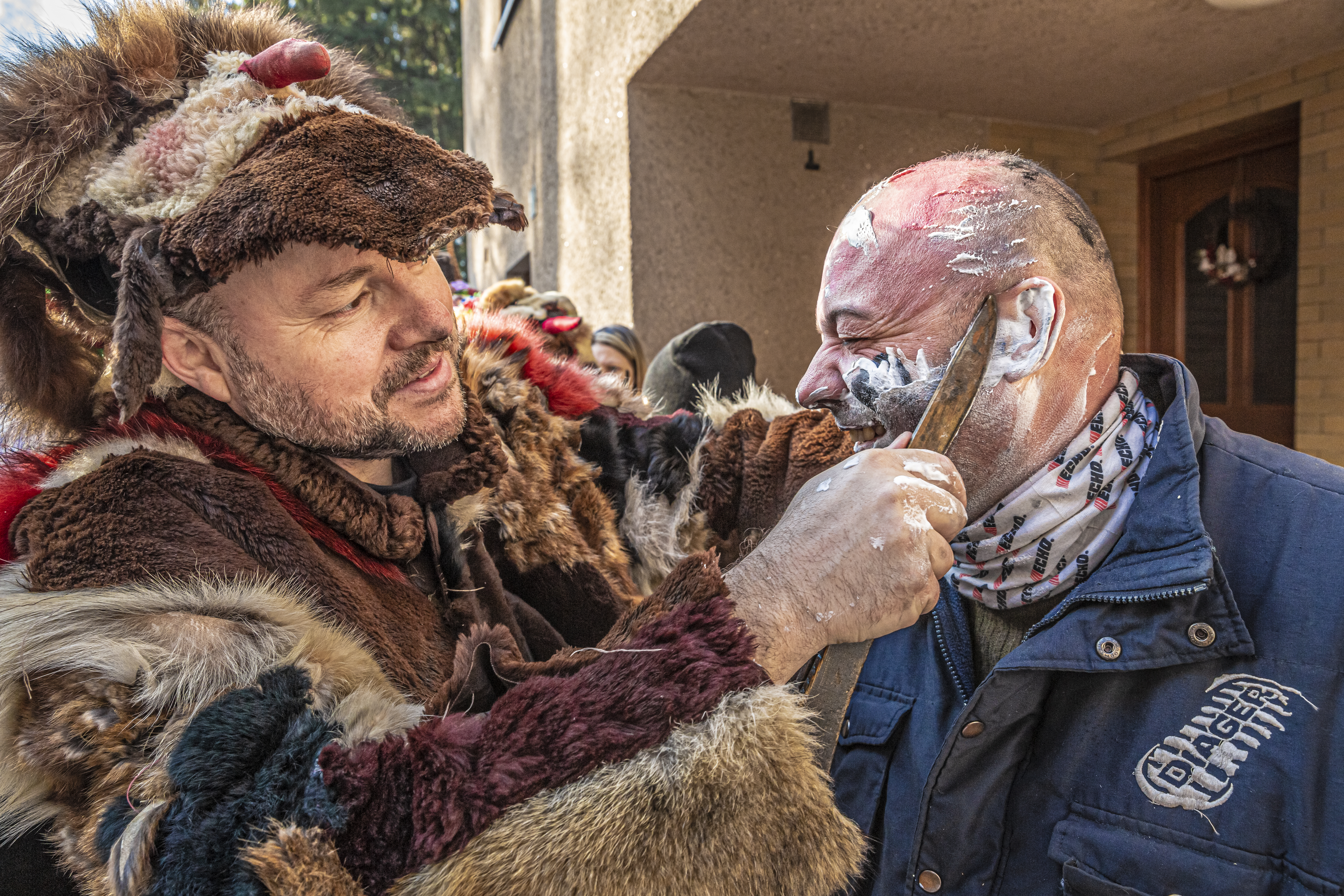
Masopust v Hamrech, 2022
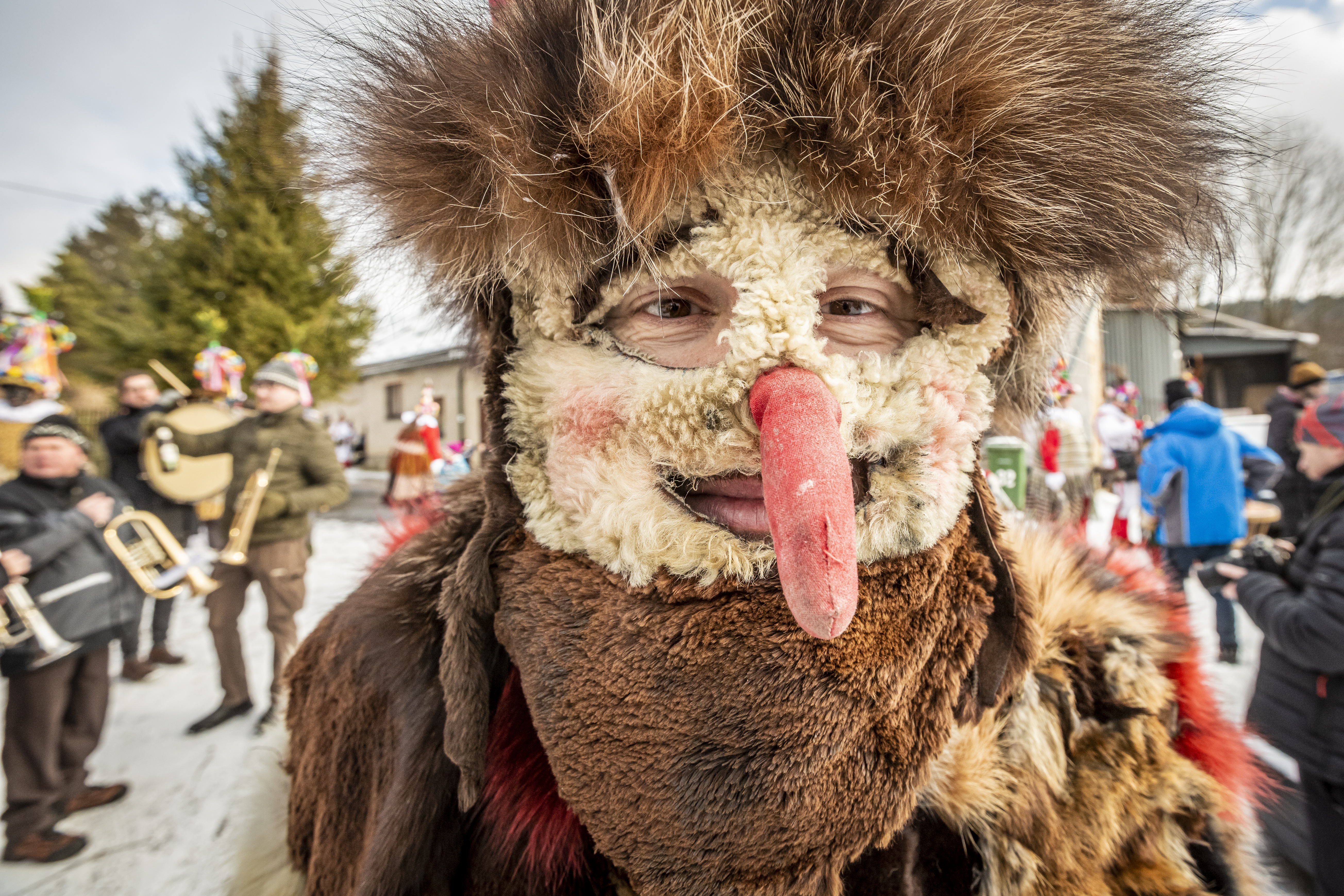
Masopust v Hamrech, 2022
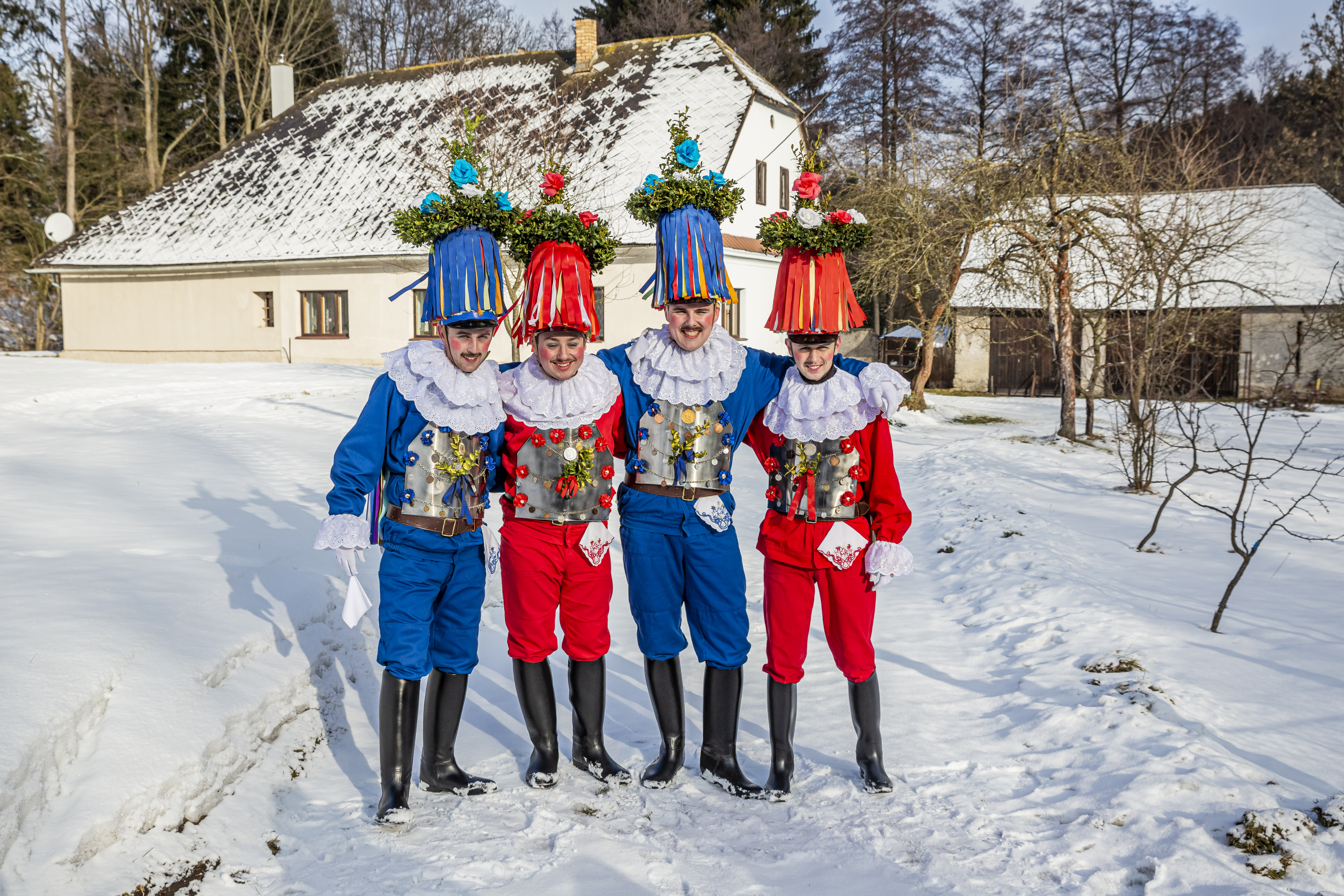
Masopust v Hamrech, 2022
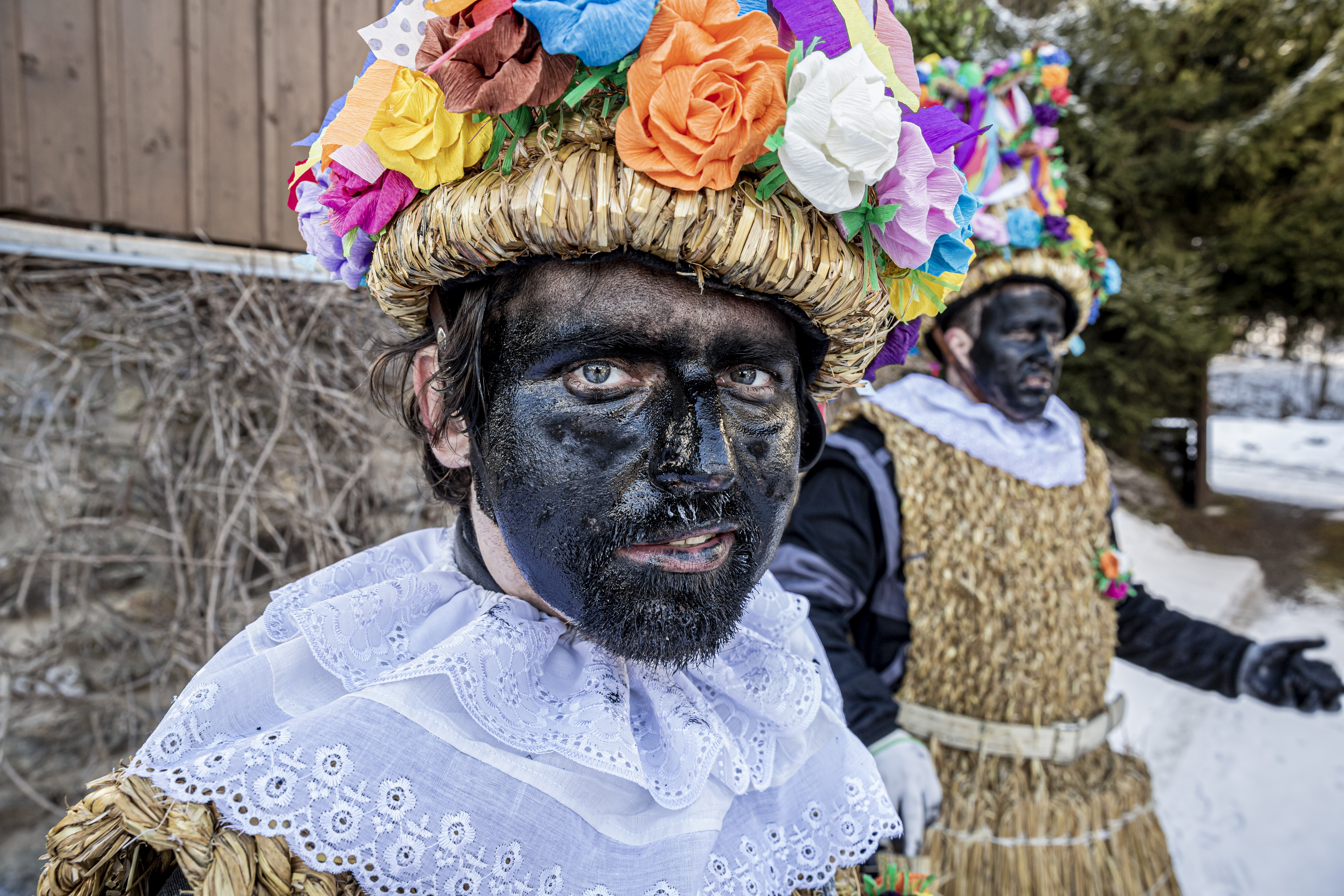
Masopust v Hamrech, 2022